# Sabine Herold
Sabine Herold (Reims, 8 luglio 1982) è una politica francese, leader del partito Alternativa Liberale.

## Carriera politica
Sabine Herold, giovane leader francese, intraprende la sua carriera politica dapprima nell'ambito associativo e della militanza attiva, partecipando alla creazione del movimento liberale Liberté Chérie, salito alle luci della ribalta nel 2003, a seguito di un lungo sciopero dei trasporti pubblici francesi durato ben tre settimane.
Soprannominata in Francia e dalla stampa internazionale "Madmoiselle Thatcher", è stata nominata nel marzo 2008 presidente di Alternativa Liberale ed è candidata alle elezioni europee del 2009 nella lista di Île-de-France, una delle quattro presentate dal partito in tutta la nazione.
Ha studiato amministrazione pubblica presso l'Istituto di studi politici di Parigi e ha conseguito un master in business presso l'HEC Paris.